# 1924
1924 (MCMXXIV) je bilo prestopno leto, ki se je po gregorijanskem koledarju začelo na torek.

## Dogodki
- 25. januar - pričetek zimskih olimpijskih iger v Chamonixu, Francija.
- 26. januar - Petrograd (Sankt Peterburg) je preimenovan v Leningrad.
- 9. marec - Italija priključi Reko.
- 16. april - v Los Angelesu je ustanovljena produkcijska hiša Metro-Goldwyn-Mayer.
- 10. maj - J. Edgar Hoover postane vodja ameriškega Zveznega preiskovalnega urada (FBI).
- 11. maj - z združitvijo Daimlerjevega in Benzovega podjetja nastane Mercedes-Benz.
- 18. avgust - francoska vojska se prične umikati iz Nemčije.
- 24. december - Albanija postane republika.
- 30. december - astronom Edwin Powell Hubble oznani odkritje, da je Andromeda pravzaprav galaksija, torej je naša galaksija samo ena od mnogih v Vesolju.

## Rojstva
- 1. januar - Jacques Le Goff, francoski zgodovinar († 2014)
- 13. januar - Paul Karl Feyerabend, avstrijsko-ameriški filozof znanosti († 1994)
- 23. januar - sir Michael James Lighthill, angleški matematik († 1998)
- 29. januar - Bianca Maria Piccinino, italijanska novinarka
- 7. marec - Kobo Abe, japonski pisatelj († 1993)
- 3. april - Marlon Brando, ameriški filmski igralec († 2004)
- 16. april - Henry Mancini, ameriški skladatelj († 1994)
- 14. maj - Nace Šumi, slovenski umetnostni zgodovinar († 2006)
- 12. junij - George H. W. Bush, ameriški politik, diplomat in častnik († 2018)
- 21. julij - Alojz Rebula, slovenski pisatelj, esejist in dramaturg († 2018)
- 5. avgust - Mario Pleničar, slovenski geolog in paleontolog († 2016)
- 10. avgust - Jean-François Lyotard, francoski filozof in literarni teoretik († 1998)
- 17. avgust - Rajko Jamnik, slovenski matematik († 1983)

## Smrti
- Woodrow Wilson.Vladimir LeninLeonard Peskett, britanski inženir, konstruktor in ladijski arhitekt (* 1861)
- 21. januar - Vladimir Iljič Uljanov - Lenin, ruski revolucionar in politik (* 1870)
- 3. februar - Woodrow Wilson, ameriški politik in 28. predsednik ZDA (* 1856)
- 11. marec - Ivan Šubic, slovenski matematik, naravoslovec, umetnostni zgodovinar in slikar (* 1856)
- 3. junij - Franz Kafka, češko-avstrijski pisatelj judovskega rodu (* 1883)
- 17. avgust - Paul Gerhard Natorp, nemški novokantovski filozof (* 1854)
- 18. september - Francis Herbert Bradley, britanski idealistični filozof (* 1846)
- 25. oktober - Mehmed Ziya Gökalp, turški nacionalist in sociolog (* 1876)
- 24. november - Giacomo Puccini, italijanski operni skladatelj (* 1858)

## Nobelove nagrade
- Fizika - Manne Siegbahn
- Kemija - Bryan Hymer
- Fiziologija ali medicina - Willem Einthoven
- Književnost - Wladyslaw Stanislaw Reymont
- Mir - Fermin Romo